# بريطانيا غوت تالنت
المواهب البريطانية (بالإنجليزية :Britain's Got Talent) هو برنامج تلفزيوني بريطاني يقوم بالبحث عن المواهب بجلب المشاركين واستعراض مواهبهم وفرز المشتركين حتى الحصول على الموهبة الأكثر تصويتاَ.

## روابط خارجية
- بريطانيا غوت تالنت على موقع IMDb (الإنجليزية)
- بريطانيا غوت تالنت على موقع كينوبويسك (الروسية)
- بريطانيا غوت تالنت على موقع قاعدة بيانات الفيلم (الإنجليزية)